# Matys Bernardus z Borcowa
Matys Bernardus z Borcowa – pisarz skarbowy Jego Królewskiej Mości w 1528 roku.